# Matelea obliqua
Matelea obliqua är en oleanderväxtart som först beskrevs av Nikolaus Joseph von Jacquin, och fick sitt nu gällande namn av R. E. Woodson. Matelea obliqua ingår i släktet Matelea och familjen oleanderväxter. Inga underarter finns listade i Catalogue of Life.